# Sauris turpipennis
Sauris turpipennis är en fjärilsart som beskrevs av W. Warren 1896. Sauris turpipennis ingår i släktet Sauris och familjen mätare. Inga underarter finns listade.